# Capela Notre-Dame-du-Haut

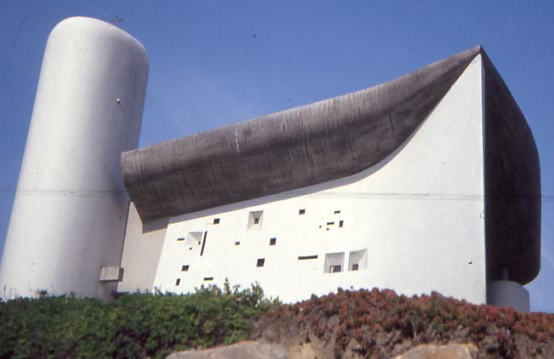
Capela Notre Dame du Haut - edificiul actual proiectat de Le Corbusier

Capela Notre Dame du Haut este una din cele mai importante creații ale celebrului arhitect elvețian (naturalizat cetățean francez) Le Corbusier, fiind ridicată în Ronchamp, Franța, în 1955.

## Istoric

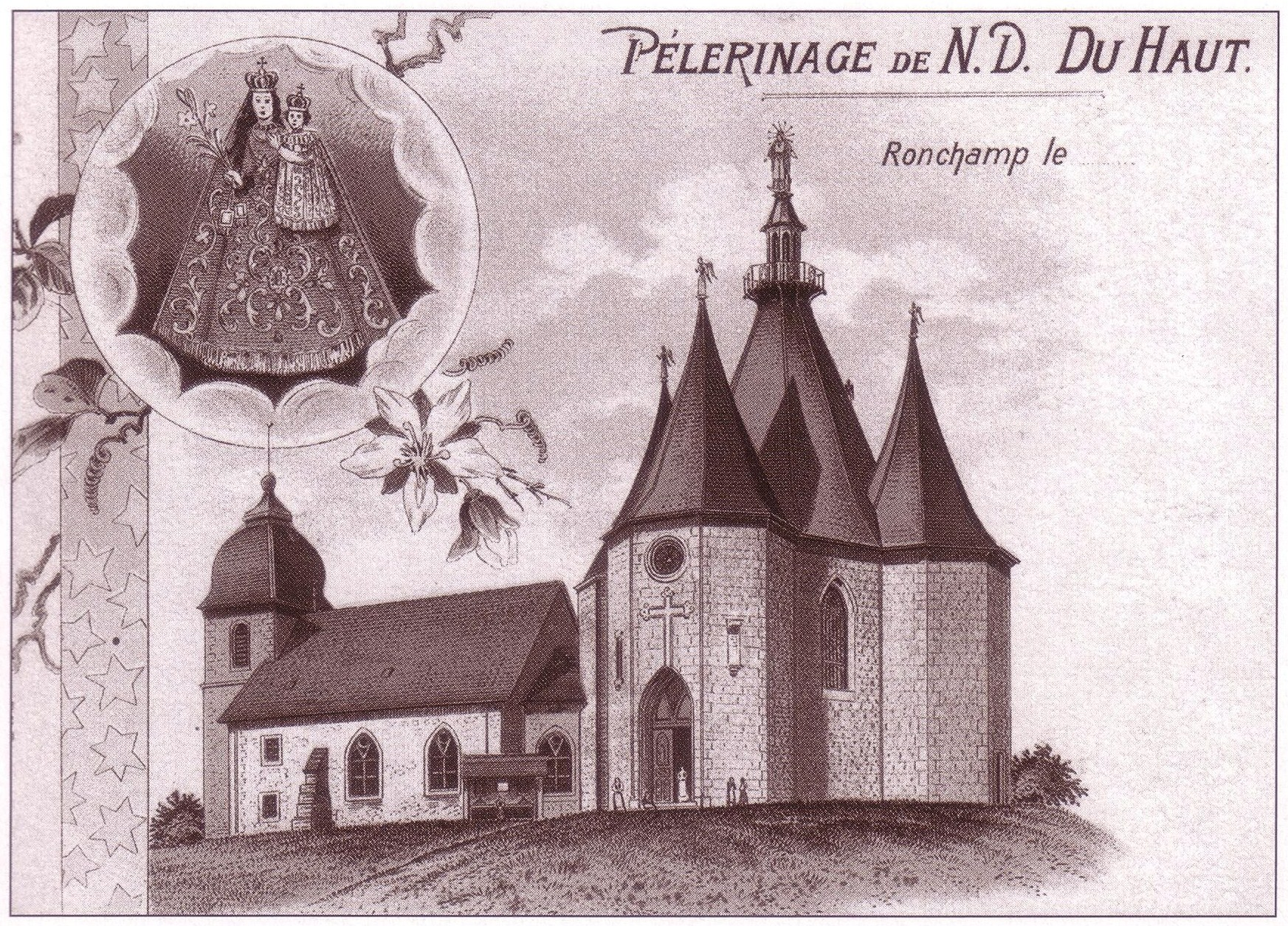
Vechiul edificiu înainte de Primul Război Mondial.

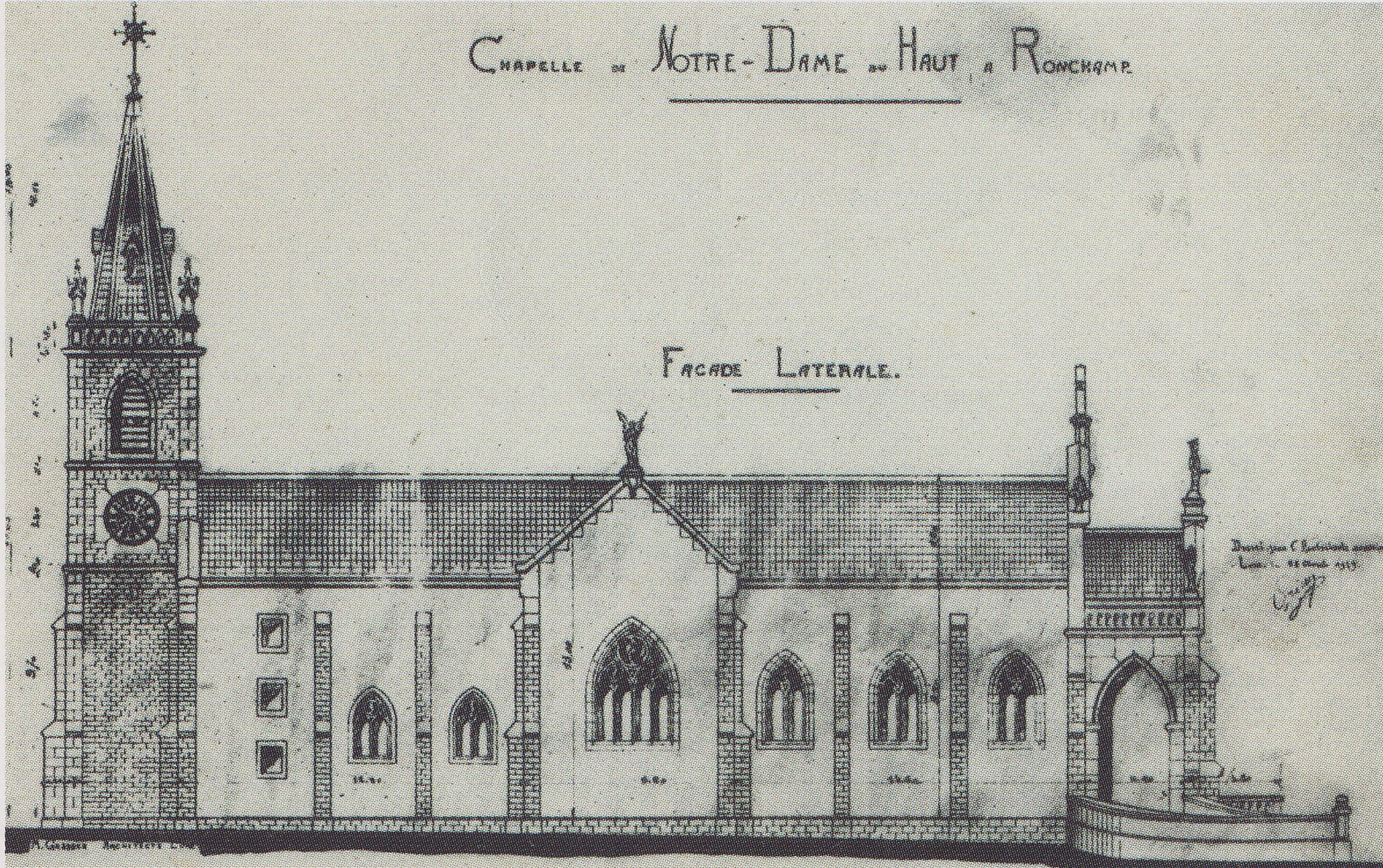
Capela între cele două războaie mondiale.

În Antichitate se afla un templu roman pe amplasamentul actualei capele , iar în Evul Mediu, pe ruinele vechiului templu roman, a fost construit un sanctuar dedicat Fecioarei Maria, așezat lângă o capelă din Franche-Comté. La acel sanctuar creștin se desfășura în fiecare 8 septembrie un important pelerinaj pentru celebrarea Nașterii Maicii Domnului.
Sâmbătă 30 august 1913, pe la orele 13, o furtună violentă a lovit localitatea Ronchamp. Acoperișul de zinc al clopotniței a fost lovit de un fulger, iar incendiul care a urmat a mistuit capela, aceasta fiind reconstruită între cele două războaie mondiale. Însă noua capelă nu a durat mult deoarece a fost distrusă de artileria germană în al Doilea Război Mondial.
Actuala capelă catolică, situată pe dealul Bourlémont la Ronchamp (departamentul Haute-Saône, regiunea Franche-Comté), este o creație a arhitectului franco-elvețian Le Corbusier și a fost construită pe același amplasament.
Piatra de temelie a fost pusă în ziua de 4 aprilie 1954, iar construcția a fost finalizată pe 20 iunie 1955.
Capela a fost binecuvântată pe 25 iunie 1955 și târnosită pe 11 septembrie 2005.

## Descriere
Edificiul din beton armat are un plan neregulat în formă de navă, iar pe laturile navei se află trei capele mai mici cu formă de semi-cilindru, care se desfășoară în înălțime, formând trei clopotnițe.
Acoperișul din beton armat a fost modelat în formă de velă și este suspendat pe piloni care ies din pereții perimetrali, sporind senzația de ușurare, datorită lamelor de lumină care pătrund prin ferestrele lungi și strâmte din partea superioară dintre pereți și tavan.
Lumina pătrunde în lăcașul de cult și prin alte deschizături cu sticlă colorată din pereți, cu forme și dimensiuni diferite.
Capela a fost concepută și pentru săvârșirea slujbelor în aer liber, dispunând de un spațiu exterior acoperit, un altar și un pupitru în exterior.
Clădirea are capacitatea de aproximativ 200 de persoane. 
În ziua inaugurării Le Corbusier a spus: 
| “ | Am vrut să creez un loc de tăcere, de rugăciune, de pace și de bucurie sufletească. | ” |

## Pelerinaje
La Ronchamp se organizează pelerinaje pentru:
- Sărbătoarea Nașterii Maicii Domnului, la 8 septembrie;
- Sărbătoarea Adormirii Maicii Domnului, la 15 august;
- Pentru tinerii cu vârste cuprinse între 16 și 25 de ani, din Dioceza de Besançon, joia Înălțării Domnului.